# John Paesano
John Paesano (Birmingham (Michigan), 2 juli 1977) is een Amerikaans componist van filmmuziek.

## Loopbaan
Paesano raakte geïnteresseerd in filmmuziek toen hij in 1987 Empire of the Sun van Steven Spielberg zag. Hij volgde pianolessen in zijn geboorteplaats Birmingham in Michigan. Hij liet zich door concertpianist Sally Dow Miller klassieke muziek onderwijzen aan het Conservatorium van Parijs. Daarna studeerde hij in Boston aan het Berklee College of Music. Hij begon zijn carrière als assistent van componist John Williams voor de films Amistad en The Lost World: Jurassic Park. Nadat hij op 21-jarige leeftijd naar Los Angeles verhuisde, assisteerde hij Hans Zimmer voor de films Hannibal en Pearl Harbor. Hij componeerde muziek voor het eerste seizoen van de animatieserie DreamWorks Dragons, die werd gebaseerd op de film How to Train Your Dragon uit 2010. Zijn muziek voor de aflevering How to Pick Your Dragon werd in 2012 bekroond met een Annie Award.

## Filmografie
| Jaar | Titel                                       | Opmerkingen |
| ---- | ------------------------------------------- | ----------- |
| 2002 | Unstable Minds                              |             |
| 2003 | America Off Line                            |             |
| 2005 | USA the Movie                               |             |
| 2008 | Another Cinderella Story                    |             |
| 2009 | Nuclear                                     |             |
| 2010 | Superman/Batman: Apocalypse                 |             |
| 2011 | S.W.A.T.: Firefight                         |             |
| 2011 | Answer This!                                |             |
| 2012 | Hirokin                                     |             |
| 2014 | When the Game Stands Tall                   |             |
| 2014 | The Maze Runner                             |             |
| 2015 | Maze Runner: The Scorch Trials              |             |
| 2015 | My All-American                             |             |
| 2016 | Brain on Fire                               |             |
| 2016 | Almost Christmas                            |             |
| 2017 | All Eyez on Me                              |             |
| 2017 | Same Kind of Different as Me                |             |
| 2017 | The Star                                    |             |
| 2018 | Maze Runner: The Death Cure                 |             |
| 2020 | Tesla                                       |             |
| 2020 | The Secrets We Keep                         |             |
| 2021 | Diary of a Wimpy Kid                        |             |
| 2022 | Cheaper by the Dozen                        |             |
| 2022 | Diary of a Wimpy Kid: Rodrick Rules         |             |
| 2022 | Night at the Museum: Kahmunrah Rises Again  |             |
| 2023 | Bibi                                        |             |
| 2023 | Diary of a Wimpy Kid Christmas: Cabin Fever |             |
| 2024 | Kingdom of the Planet of the Apes           |             |

## Overige producties

### Computerspellen
| Jaar | Titel                     | Opmerkingen                          |
| ---- | ------------------------- | ------------------------------------ |
| 2012 | Infex                     |                                      |
| 2017 | Mass Effect: Andromeda    |                                      |
| 2017 | Gran Turismo Sport        |                                      |
| 2018 | Detroit: Become Human     | met Nima Fakhrara en Philip Sheppard |
| 2018 | Spider-Man                |                                      |
| 2020 | Spider-Man: Miles Morales |                                      |
| 2023 | Marvel's Spider-Man 2     |                                      |

### Televisiefilms
| Jaar | Titel                          | Opmerkingen |
| ---- | ------------------------------ | ----------- |
| 2007 | Ben 10: Secret of the Omnitrix |             |
| 2016 | Four Stars                     |             |
| 2018 | Gone Baby Gone                 |             |
| 2023 | Invincible: Atom Eve           |             |

### Televisieseries
| Jaar | Titel                                                   | Opmerkingen      |
| ---- | ------------------------------------------------------- | ---------------- |
| 2012 | DreamWorks Dragons (Riders of Berk en Race to the Edge) | 2012-2014        |
| 2014 | Crisis                                                  |                  |
| 2015 | Daredevil                                               | 2015-2017        |
| 2016 | Second Chance                                           |                  |
| 2017 | The Defenders                                           |                  |
| 2017 | Salvation                                               |                  |
| 2019 | Charmed                                                 | 2019-2022        |
| 2019 | Devils                                                  | 2019-2022        |
| 2019 | Truth Be Told                                           | 2019-2023        |
| 2020 | Penny Dreadful: City of Angels                          |                  |
| 2021 | The Hot Zone                                            | met Sean Callery |
| 2021 | Leonardo                                                |                  |
| 2021 | Invincible                                              | 2021-heden       |

### Korte films
| Jaar | Titel                              | Opmerkingen |
| ---- | ---------------------------------- | ----------- |
| 2002 | The Tower of Babble                |             |
| 2006 | Sent                               |             |
| 2007 | Stem                               |             |
| 2009 | Hostage: A Love Story              |             |
| 2009 | Knockdown DragOut                  |             |
| 2011 | Ice Age: A Mammoth Christmas       |             |
| 2014 | Dragons: Dawn of the Dragon Racers |             |

### Attracties in pretparken
| Jaar | Titel           | Opmerkingen                      |
| ---- | --------------- | -------------------------------- |
| 2021 | Avengers Campus | Disney California Adventure Park |

### Additionele muziek
Als aanvullende componist.

#### Films
| Jaar | Titel                | Opmerkingen             |
| ---- | -------------------- | ----------------------- |
| 2002 | The Sum of All Fears | voor Jerry Goldsmith    |
| 2002 | Star Trek: Nemesis   | voor Jerry Goldsmith    |
| 2003 | Timeline             | voor Brian Tyler        |
| 2011 | Scream 4             | voor Marco Beltrami     |
| 2013 | 21 & Over            | voor Lyle Workman       |
| 2018 | The Darkest Minds    | voor Benjamin Wallfisch |

## Prijzen en nominaties

### BAFTA Awards
| Jaar | Titel                     | Categorie                | Uitslag     |
| ---- | ------------------------- | ------------------------ | ----------- |
| 2021 | Spider-Man: Miles Morales | Beste computerspelmuziek | Gewonnen    |
| 2024 | Marvel's Spider-Man 2     | Beste computerspelmuziek | Genomineerd |

### Emmy Awards
| Jaar | Titel         | Categorie         | Uitslag     |
| ---- | ------------- | ----------------- | ----------- |
| 2018 | The Defenders | Beste titelmuziek | Genomineerd |

### Grammy Awards
| Jaar | Titel                 | Categorie                                                          | Uitslag     |
| ---- | --------------------- | ------------------------------------------------------------------ | ----------- |
| 2025 | Marvel's Spider-Man 2 | Beste soundtrack voor computerspellen en andere interactieve media | Genomineerd |

### World Soundtrack Awards
| Jaar | Titel           | Categorie     | Uitslag  |
| ---- | --------------- | ------------- | -------- |
| 2015 | The Maze Runner | Publieksprijs | Gewonnen |